# Tvärån (Vännäs kommun)
Tvärån är ett vänsterbiflöde till Umeälven som rinner upp i Tväråträsket vid Tvärålund i Vindelns kommun och mynnar i Umeälven mellan Vännäs och Vännäsby, strax innan Vindelälven ansluter sig.  Längd cirka 40 km, inklusive källflöden. 
Det viktigaste källflödet är Sjöbäcken från Storsjön, den största sjön i avrinningsområdet. Viktiga biflöden är Mjösjöbäcken och Aggbäcken från höger, samt Bumyrbäcken från vänster. 
I sitt mellersta lopp, nära E12 (Blå vägen) och det så kallade "Ånäset" är ån starkt meandrande. Närmare mynningen i Umeälven vidgar sig ån betydligt och är där en god och uppskattad kanotled.